# Azer Aliyev (futbolista)
Azer Aliyev (Dmanisi, 12 de mayo de 1994) es un futbolista georgiano, nacionalizado azerí, que juega en la demarcación de centrocampista para el Neftçi PFK de la Liga Premier de Azerbaiyán.

## Selección nacional
Hizo su debut con la selección de fútbol de Azerbaiyán en un partido de clasificación para la Eurocopa 2024 contra Austria que finalizó con un resultado de 4-1 tras el gol de Emin Mahmudov para Azerbaiyán, y de Michael Gregoritsch, Christoph Baumgartner y un doblete de Marcel Sabitzer para Austria.

## Clubes
| Club                                   | País       | Año       | Partidos | Goles |
| -------------------------------------- | ---------- | --------- | -------- | ----- |
| FC Yenisey Krasnoyarsk                 | Rusia      | 2012-2013 | 3        | 0     |
| FC Sakhalin Yuzhno-Sakhalinsk (cedido) | Rusia      | 2013      | 10       | 6     |
| FC Yenisey Krasnoyarsk                 | Rusia      | 2013-2017 | 106      | 9     |
| PFC Krylia Sovetov Samara              | Rusia      | 2017-2018 | 42       | 5     |
| FC Ufa-2                               | Rusia      | 2018      | 1        | 0     |
| FC Ufa                                 | Rusia      | 2018-2020 | 51       | 2     |
| FC Tambov                              | Rusia      | 2021      | 10       | 1     |
| FC Ufa                                 | Rusia      | 2021-2022 | 15       | 0     |
| Neftçi PFK                             | Azerbaiyán | 2022-     | 34       | 1     |